# 星降的夜晚
《星降的夜晚》是於2023年1月17日至3月14日播出的朝日電視台「火9」時段電視劇，由吉高由里子主演。
臺灣由KKTV、Hami Video於1月18日起獨家首播。

## 登場人物

### 主要人物
- 雪宮鈴〈35〉：吉高由里子[1]（粵語配音：陳雪瑩）

「七葉樹婦產科醫院」的婦產科醫生。
- 柊一星〈25〉：北村匠海[1]

「北極星遺物整理」的遺物整理師。先天性聽力障礙。
- 佐佐木深夜〈45〉：藤岡靛[2]（粵語配音：楊耀泰）

「七葉樹婦產科醫院」的新人婦產科醫生。於45歲成為醫師。

### 七葉樹婦產科醫院
- 麻呂川三平〈63〉：光石研[3]（粵語配音：李家傑）

院長。
- 犬山鶴子〈50〉：貓背椿[3]（粵語配音：黎皓宜）

護士長。「粉色皇帝」的前總長。
- 蜂須賀志信〈30〉：長井短[3]（粵語配音：梁瑞芬）

護士。
- 伊達麻里奈〈25〉：中村里帆[3]（粵語配音：楊樂瑤）

新人護士。

### 北極星遺物整理
- 佐藤春〈30〉：千葉雄大[3]（粵語配音：陳漢祺）

遺物整理師。一星的好友。會手語、毒舌。
- 北斗千明〈45〉：水野美紀[3]（粵語配音：王夢華）

社長。
- 北斗櫻〈17〉：吉柳咲良[3]（粵語配音：楊樂瑤）

千明的女兒。對一星抱有好感。
- 桃野拓郎〈22〉：若林拓也[3]（粵語配音：郭浩勤）

喜歡飛機頭的新人員工。
- 服部洋美〈45〉：宮澤美保[3]（粵語配音：羅婉楓）

準時下班的鑑定師。
- 岩田源吾〈50〉：無人機石本[3]（粵語配音：何家裕）

資深遺物整理師。

### 其他人物
- 犬山正憲〈23〉：駒木根葵汰[3]（粵語配音：周倚天）

鶴子的兒子。一頭粉色頭髮。陪睡店「Sleep Prince」裡客人指名No.1的陪睡師。暱稱「Charlie」。
- 柊鐘〈70〉：五十嵐由美子[3]（粵語配音：陳安瑩）

一星的祖母。
- 橋本英雄〈33〉：寺澤英彌[3]

手語教室的講師。
- 佐佐木彩子：安達祐實[4]（粵語配音：王綺婷）

深夜的妻子。10年前因胎盤早期剝離出血過世，享年35歲。
- 佐藤歌：若月佑美[5]（粵語配音：何凱怡）

春的妻子。

## 製作團隊
- 劇本：大石靜
- 導演：深川榮洋、山本大輔
- 配樂：得田真裕
- 主題曲：由薫「星月夜」（環球音樂）[6]
- 插入曲：道英（NCT）「Cry」（avex trax）[7]
- 總製作人：服部宣之（朝日電視台）
- 製作人：貴島彩理（朝日電視台）、本鄉達也（MMJ）
- 製作：朝日電視台、MMJ

## 播出日程
- 第1話、最終話加長6分鐘（21:00 - 22:00）。

| 集數                                                                      | 播出日期 | 日文標題 | 中文標題（Viu） | 導演     | 收視率 |
| ------------------------------------------------------------------------- | -------- | -------- | --------------- | -------- | ------ |
| 第1話                                                                     | 1月17日  |          | 邂逅            | 深川榮洋 | 7.7%   |
| 第2話                                                                     | 1月24日  |          | 祝福            | 深川榮洋 | 7.9%   |
| 第3話                                                                     | 1月31日  |          | 過去            | 山本大輔 | 7.1%   |
| 第4話                                                                     | 2月07日  |          | 選擇            | 山本大輔 | 6.1%   |
| 第5話                                                                     | 2月14日  |          | 傷疤            | 深川榮洋 | 6.8%   |
| 第6話                                                                     | 2月21日  |          | 矛盾            | 深川榮洋 | 6.5%   |
| 第7話                                                                     | 2月28日  |          | 報仇            | 山本大輔 | 7.0%   |
| 第8話                                                                     | 3月07日  |          | 擁抱            | 山本大輔 | 6.7%   |
| 最終話                                                                    | 3月14日  |          | 釋懷            | 深川榮洋 | 7.6%   |
| 平均收視率 7.0%（收視率由Video Research調查關東地區、家戶的即時統計資料） |          |          |                 |          |        |

## 外部連結
- 電視劇官方網站（日語）
- 星降的夜晚的X（前Twitter）（日語）
- 星降的夜晚的Instagram帳戶（日語）

| 日本 朝日電視台 週二晚間九點連續劇          | 日本 朝日電視台 週二晚間九點連續劇    | 日本 朝日電視台 週二晚間九點連續劇 |
| ------------------------------------------- | ------------------------------------- | ---------------------------------- |
|                                             | 星降的夜晚 （2023年1月17日－3月14日） |                                    |
| 科搜研之女2022 （2022年10月18日－12月20日） | unknown （2023年4月18日－6月13日）    |                                    |

| 臺灣 緯來日本台 每週一至五 21:00 - 22:00 | 臺灣 緯來日本台 每週一至五 21:00 - 22:00   | 臺灣 緯來日本台 每週一至五 21:00 - 22:00 |
| ---------------------------------------- | ------------------------------------------ | ---------------------------------------- |
|                                          | 當星雨落下的夜晚 （2023年6月9日－6月21日） |                                          |
| 為你綻放的花 （2023年5月26日－6月8日）   | 獻給國王的無名指 （2023年6月26日－7月7日） |                                          |